# Królewski Instytut Technologii w Melbourne
Królewski Instytut Technologii w Melbourne, Royal Melbourne Institute of Technology (znany powszechnie pod nazwą RMIT University) – australijska uczelnia wyższa z siedzibą w Melbourne. 
Uczelnia wywodzi się od powstałego w 1887 Working Men's College of Melbourne, który później kilkakrotnie zmieniał nazwę i łączył się z innymi instytucjami. W 1954 jako pierwsza i jak dotąd jedyna australijska uczelnia wyższa, instytut (wówczas znany jako Melbourne Technical College) otrzymał oficjalny patronat królewski i tym samym prawo używania w swej nazwie przymiotnika royal. Przez większość swojej historii Instytut był finansowany ze środków prywatnych. Dopiero w 1992 władze stanu Wiktoria przyznały mu status uniwersytetu publicznego, co oznaczało przejęcie przez nie głównego ciężaru jego finansowania. Wtedy też zaczęto stosować nazwę RMIT University. W sensie ścisłym odnosi się ona tylko do prowadzonych na RMIT studiów wyższych. Równolegle, podobnie jak wiele innych australijskich uczelni stanowych, prowadzi ona kształcenie typu policealnego pod marką RMIT TAFE.
Uczelnia kształci ok. 50 tysięcy osób, w tym ok. 33,5 tysiąca słuchaczy studiów licencjackich oraz ok. 10,5 tysiąca magistrantów i doktorantów (pozostała część słuchaczy uczy się w trybie policealnym). Zatrudnia ok. 3600 pracowników naukowych.

## Struktura
RMIT dzieli się na trzy kolegia, które z kolei podzielone są na szkoły. Kolegia to:
- Kolegium Biznesu
- Kolegium Projektowania i Kontekstu Społecznego
- Kolegium Nauk Ścisłych, Inżynierii i Zdrowia

## Galeria

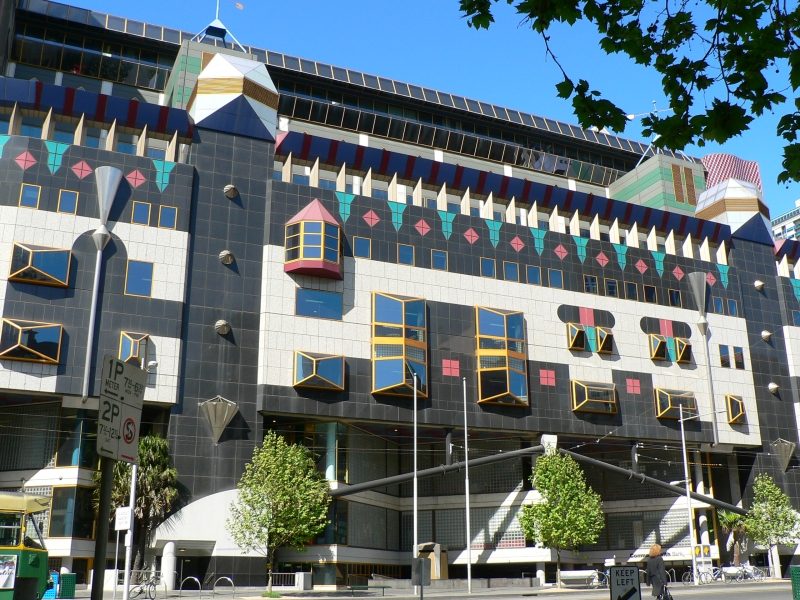
Budynek nr 8
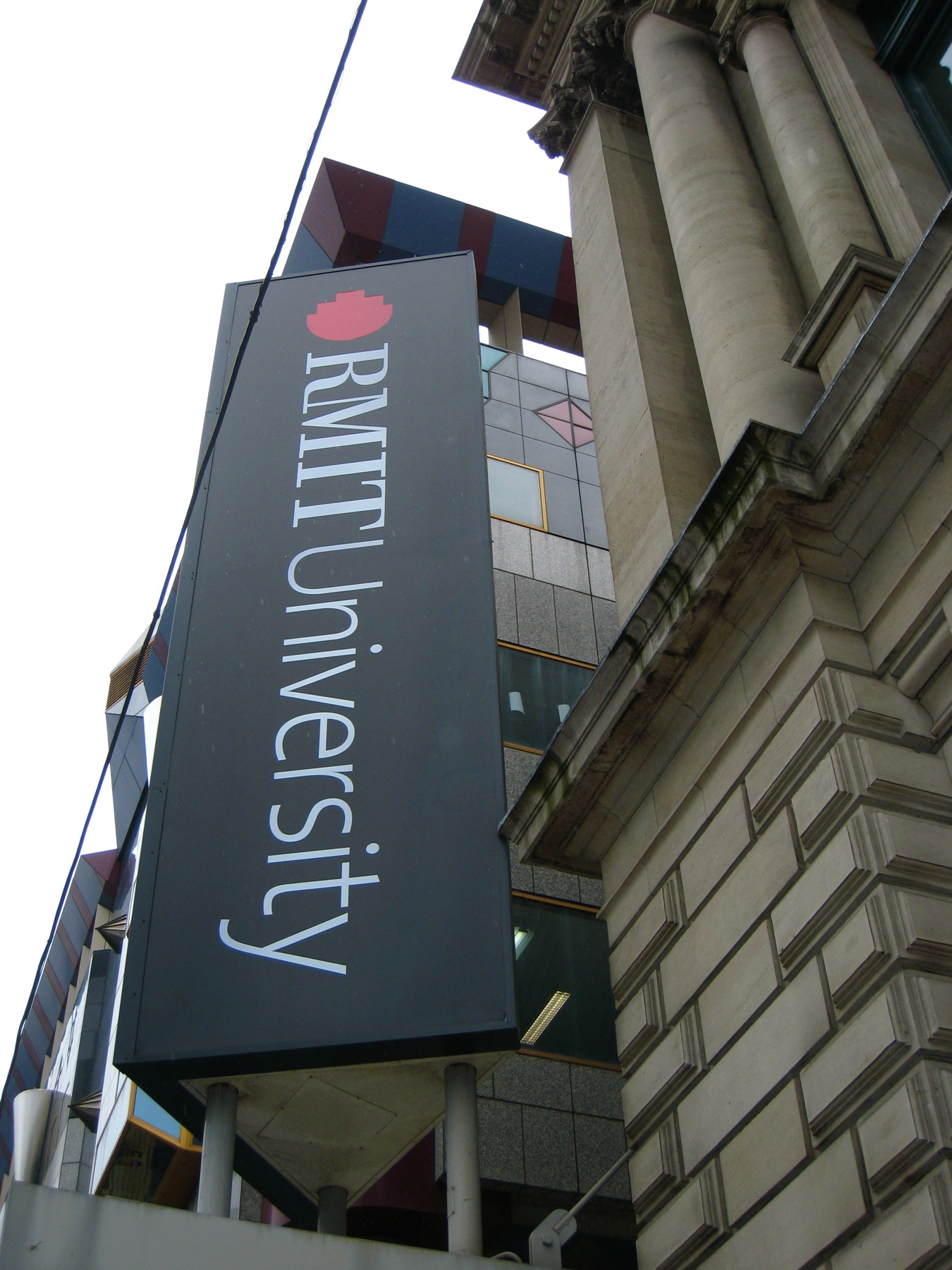
Logo uczelni na jednym z budynków
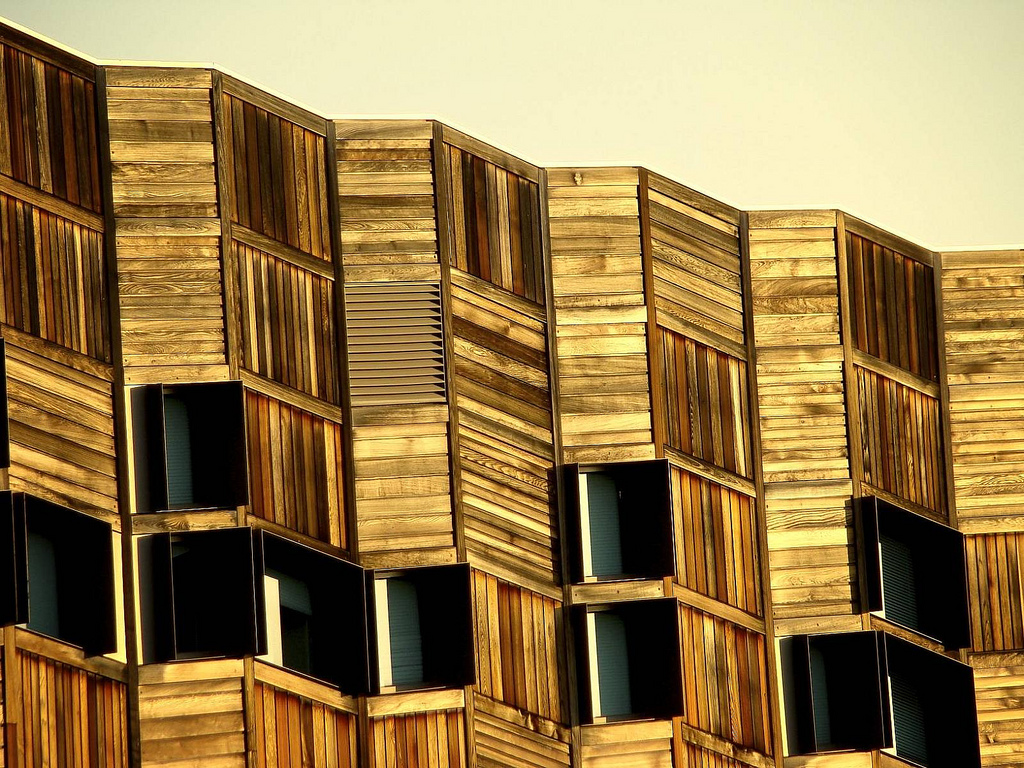
Fragment fasady należącego do RMIT Centrum Tekstyliów
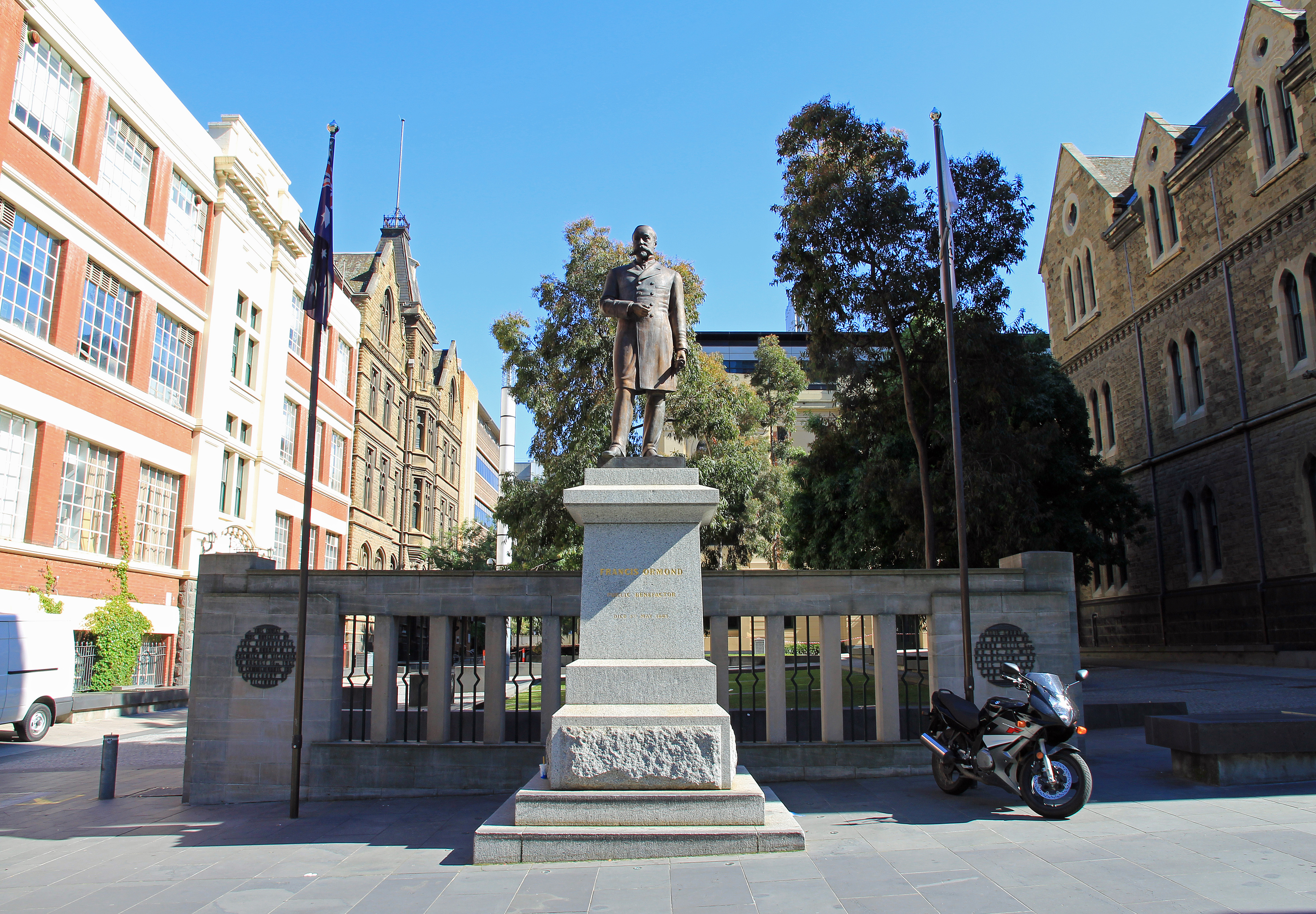
Budynek nr 4